# Szenna
Szenna é um município da Hungria, situado no condado de Somogy. Tem 26,98 km² de área e sua população em 2019 foi estimada em 772 habitantes.